# Evghenia Lapova
Evghenia Lapova (n. 22 noiembrie 1985, Novosibirsk, RSFS Rusă, URSS) este un fotomodel rus. Ea a fost Miss Rusia în 2009 și a câștigat în anul 2005 titlul Miss Asia Pacific International, prin descalificarea candidatei costaricane Leonora Jiménez, câștigătoarea propriu zisă a concursului.